# Hemsterhuismetrobrug
De Hemsterhuismetrobrug (brug 1655) is een bouwkundig kunstwerk in Amsterdam Nieuw-West.
Het kunstwerk bestaat uit twee enkelsporige metroviaducten in de Ringspoorbaan, waarop midden jaren 90 de contouren zichtbaar werden van wat in 1997 de metrolijn 50 zou worden; toch voornamelijk bekend als ringlijn. Het viaduct overspant de overgang tussen de Marius Bauerstraat en de Hemsterhuisstraat. Ter plaatse van de dijkdoorbraak ligt een bruggencomplex bestaande uit (vanuit de binnenstad gezien): brug 666, Hemsterhuismetrobrug, Hemsterhuisspoorbrug en brug 706. Het complex ligt op het metrotraject tussen metrostations Postjesweg en Lelylaan. Direct ten zuiden van de viaducten ligt een extra spoor met overloopwissels. 
De brug ging vanaf oplevering anoniem (alleen met brugnummer) door het leven. Op 23 november 2017 besloot de gemeenteraad alle metrobruggen een naam te geven, waarbij veelal werd gekozen voor de onderliggende straat. De metrobrug is dus indirect vernoemd naar Tiberius Hemsterhuis. 

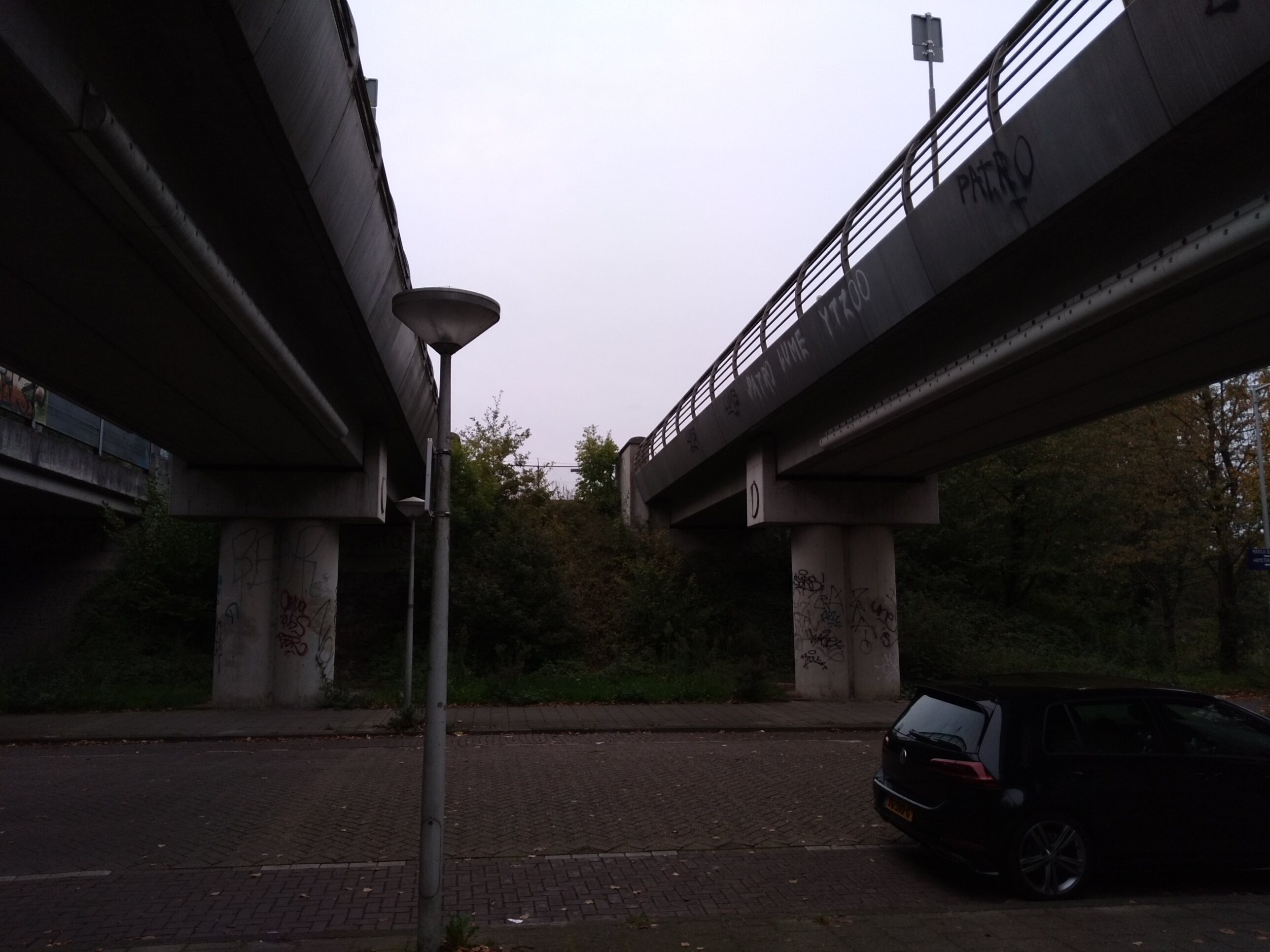
Tussen de metrobruggen; uiterst links Hemsterhuisspoorbrug (oktober 2020)

<<< · 1601 · 1602 · 1603 · 1604 · 1605 · 1606 · 1607 · 1608 · 1609 · 1610 · 1611 · 1612 · 1613 · 1614 · 1615 · 1616 · 1617 · 1618 · 1619 · 1620 · 1621 · 1622 · 1623 · 1624 · 1625 · 1626 · 1627 · 1629 · 1630 · 1633 · 1634 · 1635 · 1636 · 1637 · 1638 · 1639 ·  1640 · 1641 · 1642 · 1643 · 1644 ·  1645 · 1646 · 1647 · 1648 · 1649 · 1650 · 1651 · 1652 · 1653 · 1654 · 1655 · 1656 · 1657 · 1658 · 1659 · 1660 · 1661 · 1662 · 1663 · 1664 · 1695 · 1696 · 1697 · >>>
Brugnummers  1600, 1628, 1632, 1665-1694, 1698, 1699 zijn niet vergeven. Brug 1631 is in 2019 gesloopt.